# Heusden Koers 1971
De 23e editie van de Belgische wielerwedstrijd Heusden Koers werd verreden op 10 augustus 1971. De start en finish vonden plaats in Heusden. De winnaar was Gerben Karstens, gevolgd door Willy De Geest en Willy Van Neste.

## Uitslag
| Heusden Koers 1971 |                 |                     |       |
| Plaats             | Naam            | Ploeg               | Tijd  |
| Winnaar            | Gerben Karstens | Goudsmit-Hoff       | 3u25' |
| 2                  | Willy De Geest  | Hertekamp-Magniflex | + 10" |
| 3                  | Willy Van Neste | Flandria-Mars       | z.t.  |

1929 · 1930-1935 · 1936 · 1937 · 1938 · 1939 · 1952 · 1953 · 1954 · 1955 · 1956 · 1957 · 1958 · 1959 · 1960 · 1961 · 1962 · 1963 · 1964 · 1965 · 1966 · 1967 · 1968 · 1969 · 1970 · 1971 · 1972 · 1973 · 1974 · 1975 · 1976 · 1977 · 1978 · 1979 · 1980 · 1981 · 1982 · 1983 · 1984 · 1985 · 1986 · 1987 · 1988 · 1989 · 1990 · 1991 · 1992 · 1993 · 1994 · 1995 · 1996 · 1997 · 1998 · 1999 · 2000 · 2001 · 2002 · 2003 · 2004 · 2005 · 2006 · 2007 · 2008 · 2009 · 2010 · 2011 · 2012 · 2013 · 2014 · 2015 · 2016 · 2017 · 2018 · 2019 · 2020 · 2021 · 2022 · 2023